# ベティ・リン (1926年生)
ベティ・リン(Betty Lynn, 1926年8月29日 - 2021年10月16日)は、アメリカ合衆国の女優。『メイベリー110番』のテルマ・ルー役(ドン・ノッツ演じるバーニー・ファイフのガールフレンド)で知られる。

## 経歴
ミズーリ州カンザスシティで生まれ、エリザベス・アン・テレサ・リンと名付けられる。ラジオで芸能活動開始。後にブロードウェイで活動中にダリル・F・ザナックにより見出され20世紀フォックスと契約。1948年、『愉快な家族(Sitting Pretty )』でロバート・ヤングの相手役でデビュー。同年『花嫁の季節(June Bride )』でベティ・デイヴィスと共演後、『ママは大学一年生(Mother Is a Freshman )』(1949年)、『一ダースなら安くなる(Cheaper by the Dozen )』(1950年)、『黄昏の惑い(Payment on Demand )』(1951年)に出演。
1953年から1954年、ABCのシットコム『Where's Raymond? 』でレイ・ボルガーの義理の姉妹で、アリン・ジョスリン演じるジョナサン・ウォレスの妻ジューン・ウォレス役で出演。第2シーズンで題名が『The Ray Bolger Show 』に変わると同時にリンとジョスリンは降板。
『Schlitz Playhouse of Stars 』、『The Gale Storm Show 』、『Sugarfoot 』、『Markham 』など数々のドラマにゲスト出演した後、『メイベリー110番』にテルマ・ルー役で出演。1961年から1965年までレギュラー出演で、1965年から1966年に放送された第6シーズンでは1エピソードのみのゲスト出演であった。
『メイベリー110番』の後も数々のテレビドラマや映画に出演した。1986年、再会番組『Return to Mayberry 』で再びテルマ・ルーとして出演し、ついにバーニー・ファイフとテルマ・ルーは結婚。2006年、女優業を引退し『メイベリー110番』主演のアンディ・グリフィスの故郷であり、同ドラマの舞台とされるノースカロライナ州マウント・エアリーに転居。
毎月マウント・エアリーにあるアンディ・グリフィス博物館にサイン会及びファンとの交流のため訪れている。

## 受賞歴など
2007年、ミズーリ州マーシュフィールドにあるミズーリ殿堂に認定された
。

## 主な出演作品
| 映画      | 映画                                            | 映画                               | 映画                        |
| 年        | 題名                                            | 役                                 | 特記事項                    |
| --------- | ----------------------------------------------- | ---------------------------------- | --------------------------- |
| 1948      | Apartment for Peggy                             | Wife                               | クレジット名 Betty Ann Lynn |
| 1949      | Father was a Fullback                           | Constance "Connie" Cooper          |                             |
| 1956      | ラスヴェガスで逢いましょう Meet Me in Las Vegas | Young Bride                        | 別題名: Viva Las Vegas!     |
| テレビ    |                                                 |                                    |                             |
| 年        | 題名                                            | 役                                 | 特記事項                    |
| 1958      | シカゴ特捜隊-M M Squad                          | Susan Baines                       | 1エピソード                 |
| 1958      | 連邦保安官 Lawman                               | Edna Phillips                      | 1エピソード                 |
| 1958      | 幌馬車隊 Wagon Train                            | Molly Richardson                   | 1エピソード                 |
| 1958      | ブロンコ Bronco                                 | Molly Bailey                       | 1エピソード                 |
| 1959      | 拳銃街道 Tales of Wells Fargo                   | Mary Francis                       | 1エピソード                 |
| 1959      | マイク・ハマー Mickey Spillane's Mike Hammer    | Mona                               | 1エピソード                 |
| 1960      | 走れチェス National Velvet                      | Barbara Howard                     | 1エピソード                 |
| 1963      | すてきなケティ The Farmer's Daughter            | Sylvia                             | 2エピソード                 |
| 1965      | The Smothers Brothers Show                      | Vera                               | 1エピソード                 |
| 1967–1970 | パパ大好き My Three Sons                        | Lois BradleyJanice or Janet/Dawson | 1エピソード6エピソード      |
| 1966–1968 | ニューヨーク・パパ Family Affair                | Miss Lee                           | 4エピソード                 |
| 1969      | モッズ特捜隊 The Mod Squad                      | Mrs. Hill                          | 1エピソード                 |
| 1974      | 大草原の小さな家 Little House on the Prairie    | Bridget                            | 1エピソード                 |
| 1978      | 名探偵ジョーンズ Barnaby Jones                  | Mrs. Russell                       | 1エピソード                 |
| 1986      | マトロック Matlock                              | Sarah                              | 5エピソード                 |